# Sphaerosyllis pumila
Sphaerosyllis pumila är en ringmaskart som beskrevs av Westheide 1974. Sphaerosyllis pumila ingår i släktet Sphaerosyllis och familjen Syllidae. Inga underarter finns listade i Catalogue of Life.